# Pakistan ai Giochi della XVII Olimpiade
Il Pakistan partecipò ai Giochi della XVII Olimpiade che si sono svolti a Roma dal 25 agosto all'11 settembre 1960, con una delegazione di 44 atleti impegnati in sette discipline per un totale di 35 competizioni. Portabandiera alla cerimonia di apertura fu Muhammad Iqbal, che gareggiò nel lancio del martello, alla sua terza Olimpiade.
Alla sua quarta partecipazione Giochi, la squadra pakistana conquistò per la prima volta una medaglia d'oro olimpica. L'oro venne dal torneo di  Hockey su prato in cui il Pakistan riuscì a prevalere sugli eterni rivali dell'India, dopo che questi ultimi avevano vinto il titolo olimpico nelle 6 edizioni precedenti.

## Medagliere

### Per discipline
| Sport           | Oro | Argento | Bronzo | Totale |
| --------------- | --- | ------- | ------ | ------ |
| Hockey su prato | 1   | 0       | 0      | 1      |
| Lotta libera    | 0   | 0       | 1      | 1      |
| Totale          | 1   | 0       | 1      | 2      |

### Medaglie
| Medaglia | Atleta | Sport           | Evento          |
| -------- | --- | --------------- | --------------- |
| Oro      | Manzoor Hussain Atif Ghulam Rasool Anwar Ahmed Khan Noor Alam Abdul Hamid Habib Ali Kiddie Ahmed Naseer Bunda Motiullah Abdul Rashid Bashir Ahmed Abdul Waheed Khan Mushtaq Ahmed Khurshid Aslam | Hockey su prato | Torneo maschile |
| Bronzo   | Muhammad Bashir | Lotta libera    | Pesi welter     |